# Sugar Hunter〜THE BEST LOVE SONGS OF CHARA〜
『Sugar Hunter〜THE BEST LOVE SONGS OF CHARA』（シュガー・ハンター ザ・ベスト・ラブ・ソングス・オブ・チャラ）は、2007年9月5日にEpic Recordsから発売されたCHARAの3枚目のベスト・アルバム。規格品番：ESCL-3004/6（初回限定盤）／ESCL-3007/8（通常盤）。

## 概要
『Caramel Milk 〜THE BEST OF CHARA〜』から7年ぶりのベスト・アルバムは、"甘く幸せな気持ちを歌った"「Disc SWEET」（Disc1）と、"ほろ苦く切ない気持ちを歌った"「Disc BITTER」（Disc2）に分けられた初の2枚組。
初回限定盤には18曲のミュージック・ビデオを収録したDVDが付属。
2009年9月2日に通常盤と同内容がBlu-spec CD仕様で再発売された。規格品番：ESCL-20030/1。

## 収録曲

### Disc1
1. しましまのバンビ
2. やさしい気持ち
3. レモンキャンディ
4. ミルク
5. 愛の自爆装置
6. 恋をした
7. 大切をきずくもの
8. Happy Toy
9. 大きな地震がきたって
10. Duca
11. スカート
  - アルバム・ヴァージョン。
12. Tiny Tiny Tiny
13. Junior Sweet

### Disc 2
1. Swallowtail Butterfly 〜あいのうた〜
  - YEN TOWN BAND名義。
2. Break These Chain
3. 月と甘い涙
4. タイムマシーン
5. Sweet
6. あれはね
7. 70%-夕暮れのうた
8. 罪深く愛してよ
9. あたしなんで抱きしめたいんだろう?
10. Heaven
11. 初恋
12. Violet Blue

### 初回限定盤 DVD
1. Heaven
2. 大きな地震がきたって
3. 愛の自爆装置
4. 罪深く愛してよ
5. あたしなんで抱きしめたいんだろう？
6. やさしい気持ち
7. タイムマシーン
8. ミルク
9. Duca
10. 光と私
11. 70%-夕暮れのうた
12. 月と甘い涙
13. 大切をきずくもの
14. レモンキャンディ
15. スカート
16. ボクにうつして
17. 初恋
18. みえるわ